# Petitmont
 Petitmont  es una población y comuna francesa, en la región de Lorena, departamento de Meurthe y Mosela, en el distrito de Lunéville y cantón de Cirey-sur-Vezouze.

## Demografía
| 654 | 575 | 457 | 394 | 370 | 358 |
| Para los censos de 1962 a 1999 la población legal corresponde a la población sin duplicidades (Fuente: INSEE [Consultar]) |     |     |     |     |     |